# Pamela Mars-Wright
Pamela Diane Mars-Wright (n. Mars, 1960) é uma empresária americana e herdeira bilionária. Anteriormente, ela foi presidente do conselho da Mars Inc. Ela é membro do conselho supervisor da cervejaria holandesa Heineken International.

## Biografia
Mars-Wright é um membro da quarta geração da família Mars. Seu pai era Forrest Mars Jr. (1931–2016). Ela tem três irmãs: Marijke Mars, Valerie Mars e Victoria B. Mars. Ela herdou cerca de 8% das ações da Mars Inc. em 2016, o que a tornou bilionária. De acordo com a Forbes, suas ações foram avaliadas em US$ 5,9 bilhões (março de 2018).
Mars-Wright se formou (BA/BSc) pelo Vassar College. Ela ocupou vários cargos na Mars Inc. Ela começou como supervisora de operações em 1986, depois se tornou gerente diretora da fábrica de petcare da empresa, seguida por uma posição como diretora de fabricação na Mars Austrália. Depois de um ano sabático, ela ingressou na Mars Inc. como membro do conselho de administração em 2001 e atuou também como presidente do conselho (2004–2008). Ela foi membro do conselho da Mars Inc. também em 2015 e estava promovendo a sustentabilidade. Hoje, ela trabalha como embaixadora da família na divisão de petcare da Mars.
Em 1992, ela se casou com Lonnie Wright, um gerente de fábrica, em Champaign, Illinois. Ela tem três filhos.

## Links adicionais
- Pamela "Pam" Mars-Wright(bloomberg.com)
- Bondade, grandeza, Marte (15/07/2014)(london.edu)